# Ulomyia yanoi
Ulomyia yanoi är en tvåvingeart som först beskrevs av Tokunaga och Komyo 1955.  Ulomyia yanoi ingår i släktet Ulomyia och familjen fjärilsmyggor. Inga underarter finns listade i Catalogue of Life.